# Кусово (Северная Осетия)
Кусо́во (осет. Хъуысатыхъæу, ингуш. Курпе, Гӏалгӏай Курпе) — село в Моздокском районе Республики Северная Осетия — Алания. 
Входит в состав муниципального образования «Хурикауское сельское поселение».

## География
Селение расположено в южной части Моздокского района на правом берегу реки Курп, в так называемом Моздокском коридоре, связывающей основную часть Северной Осетии с Моздокским районом и отделяющую республику Ингушетия от Кабардино-Балкарии. Находится в 55 км к юго-западу от районного центра Моздок, в 85 км к северо-западу от города Владикавказ и в 22 км к юго-западу от Малгобека.
Граничит с землями населённых пунктов: Верхний Курп на западе и Хурикау на востоке.
Населённый пункт расположен у северного подножия Кабардино-Сунженского хребта. Рельеф местности представляет собой в основном гористо-холмистую местность. На севере рельеф более равнинный, на юге пересечённость рельефа постепенно увеличиваются. Средние высоты на территории села составляют 489 метров над уровнем моря. На юге высшие точки достигают 600 метров.
Гидрографическая сеть на территории села представлена рекой Курп. Напротив села в него впадает левый приток — Диконагиба. В горных районах имеются родниковые ручьи и источники.
Климат влажный умеренный. Температура воздуха в среднем колеблется от +22°С в июле, до −4°С в январе. Среднегодовое количество осадков составляет около 700 мм. Основное количество осадков выпадает в период с мая по июль. Благодаря Кабардино-Сунженскому хребту огораживающей село с севера и востока, в районе села слабо ощущаются суховеи обычно дующие в конце лета из региона Прикаспийской низменности.

## История
До 1921 года территория современного села входила в состав Кабарды. В период существования Горской АССР, в состав Чечено-Ингушской АССР была передана территория правого берега реки Курп, от его среднего течения до верховьев.
В 1932 году переселенцами из ингушского села Нижний Кескем (ныне Хурикау), на правом берегу реки Курп было основано новое поселение первоначально названное — посёлок Прикурпский (ингуш. Курпе).
Во время депортации чеченцев и ингушей в 1944 году в Среднюю Азию и упразднении Чечено-Ингушской АССР, селение было передано в состав новообразованного Моздокского района Северо-Осетинской АССР. Тогда же посёлок Прикурпский был переименован в село Кусово.
В 1957 году ингуши были возвращены из депортации на прежние места проживания, однако сёла Хурикау и Кусово были оставлены в составе Северо-Осетинской АССР, из-за своего связующего географического положения в Северной Осетии.

## Население
| 2002 | 2010 | 2021 |
| ---- | ---- | ---- |
| 195  | ↘151 | ↗166 |

Национальный состав
По данным Всероссийской переписи населения 2010 года:
| Народ  | Численность, чел. | Доля от всего населения, % |
| ------ | ----------------- | -------------------------- |
| ингуши | 143               | 94,7 %                     |
| другие | 8                 | 5,3 %                      |
| всего  | 151               | 100 %                      |

## Инфраструктура
В рамках программы социальной догазификации были проведены работы по строительству внутрипоселковых сетей газоснабжения. Строительство началось в декабре 2023 года и завершилось в июле 2024 года. Газопроводы подведены к участкам всех домовладений. Основные объекты социальной инфраструктуры расположены в центре сельского поселения — селе Хурикау.

## Улицы
| Восточная |

| Главная |

| Западная |